# Nippon Animation
Nippon Animation (jap. 日本アニメーション Nippon Animēshon) – japońskie studio anime. Siedziba główna znajduje się w Tokio, a dział produkcyjny w mieście Tama.
Nippon Animation jest znane z produkcji licznych serii anime opartych na literaturze takiej jak np. Ania z Zielonego Wzgórza lub Przygody Tomka Sawyera. Hayao Miyazaki oraz Isao Takahata, współzałożyciele znanego studia Ghibli, wyreżyserowali kilka produkcji z cyklu Sekai meisaku gekijō.

## Historia
Studio Nippon Animation wywodzi się z Zuiyo Eizo (Zuiyo Enterprises), studia animacji, które wyprodukowało wiele popularnych serii anime we wczesnych i średnich latach siedemdziesiątych, łącznie z Heidi, adaptacją popularnej książki dla dzieci o tym samym tytule Johanny Spyri.
Anime Heidi było bardzo popularne w Japonii (i później również w Europie), jednak Zuiyo Eizo znalazło się w problemach finansowych z powodu wysokich kosztów produkcji serii, które próbowano sprzedać na rynku europejskim. W 1975 r. Zuiyo Eizo zostało podzielone na 2 jednostki: Zuiyo (nie Zuiyo Eizo), które przejęło dług oraz prawa do anime Heidi, oraz Nippon Animation, które było w gruncie rzeczy działem produkcyjnym Zuiyo Eizo's (pracowali w nim m.in. Miyazaki i Takahata). Oficjalnie, Nippon Animation Co., Ltd. zostało założone w czerwcu 1975 przez prezesa Koichi Motohashiego. Nowe Nippon Animation odniosło sukces dzięki takim serialom animowanym jak Pszczółka Maja oraz Flanders no inu, które spowodowały, że cykl Sekai meisaku gekijō zaczął być produkowany pod nazwą Nippon Animation (seria wcześniej istniała w czasie Zuiyo Eizo). Hayao Miyazaki opuścił Nippon Animation w 1979 r. w czasie gdy produkowane było anime Ania z Zielonego Wzgórza aby stworzyć długometrażową wersję Lupin III – Zamek Cagliostro.

## Lista produkcji

### Produkcje w latach 1975–1979
Poniższa lista została opracowana na podstawie źródła. 	
- 1975: Flanders no inu (jap. フランダースの犬 Furandāsu no inu) (52 odcinki)
- 1975–1976: Pszczółka Maja (jap. みつばちマーヤの冒険 Mitsuba chi māya no bōken) (52 odcinki)
- 1976: Sindbad (jap. アラビアンナイト　シンドバッドの冒険 Arabian naito shindobaddo no bōken) (52 odcinki)
- 1975–1976: Sōgen no shōjo Laura (jap. 草原の少女ローラ Sōgen no shōjo rōra) (26 odcinki)
- 1976: Haha o tazunete sanzenri (jap. 母をたずねて三千里) (52 odcinki)
- 1976–1977: Pinokio (jap. ピノキオより ピコリーノの冒険 Pinokio yori pikorīno no bōken) (52 odcinki)
- 1976–1977: Blocker gundan IV: Machine Blaster (jap. ブロッカー軍団IV マシーンブラスター Burokkā gundan IV mashīnburasutā) (38 odcinki)
- 1976–1977: Little Lulu to chitchai nakama (jap. リトル・ルルとちっちゃい仲間 Ritoru Ruru to chitchai nakama) (26 odcinki)
- 1976–1979: Dokaben (jap. ドカベン) (163 odcinki)
- 1977: Araiguma Rascal (jap. あらいぐまラスカル Araiguma rasukaru) (52 odcinki)
- 1977: Ashita he Attack! (jap. あしたへアタック！ Ashita he atakku!) (23 odcinków)
- 1977: Chō gattai majutsu Robo Ginguiser (jap. 超合体魔術ロボ　ギンガイザー Chō gattai majutsu robo gingaizā) (26 odcinków)
- 1977: Mali mieszkańcy wielkich gór (jap. シートン動物記　くまの子ジャッキー Shīton dōbutsuki kuma no ko jakkī) (26 odcinków)
- 1977–1978: Ore wa Teppei (jap. おれは鉄兵) (28 odcinków)
- 1977–1978: Wakakusa no Charlotte (jap. 若草のシャルロット Wakakusanosharurotto) (30 odcinków)
- 1977–1978: Przygody Charlotte Holmes (jap. 女王陛下のプティアンジェ Joō heika no puti anje) (26 odcinków)
- 1977–1979: Yakyūkyō no uta (jap. 野球狂の詩) (25 odcinków)
- 1978: Perrine monogatari (jap. ペリーヌ物語 Perīnu monogatari) (53 odcinków)
- 1978: Mirai shōnen konan (jap. 未来少年コナン) (26 odcinków)
- 1978: Ikkyū-san (jap. 一球さん) (26 odcinków)
- 1978–1979: Haikara-san ga tōru (jap. はいからさんが通る) (42 odcinków)
- 1978: Taisetsuzan no yūsha: Kibaō (jap. 大雪山の勇者　牙王) (1 odcinek)
- 1979: Ania z Zielonego Wzgórza (jap. 赤毛のアン Akage no an) (50 odcinków)
- 1979: Ganbare! Bokura no hittoendoran (jap. がんばれ！ぼくらのヒットエンドラン) (1 odcinek)
- 1979: Wiewiórcze opowieści (jap. シートン動物記 りすのバナー Shīton dōbutsuki risu no banā) (26 odcinków)
- 1979: Maegami Tarō (jap. まえがみ太郎) (1 odcinek)
- 1979: Tondemo nezumi daikatsuyaku (jap. トンデモネズミ大活躍) (1 odcinek)
- 1979: Yakyūkyō no uta: Kita no ōkami minami no tora (jap. 野球狂の詩　北の狼南の虎) (Film kinowy)
- 1979: Mirai shōnen konan (jap. 未来少年コナン) (Film kinowy)
- 1979: Anne Frank monogatari -Anne no nikki to dōwa yori- (jap. アンネ・フランク物語-アンネの日記と童話より- An'ne Furanku monogatari - an'nenonikki to dōwa yori -) (1 odcinek)
- 1979: Koguma no Misha (jap. こぐまのミーシャ Koguma no mīsha) (26 odcinków)

### Produkcje w latach 1980–1989
Poniższa lista została opracowana na podstawie źródła. 
- 1980: Przygody Tomka Sawyera (jap. トム･ソーヤーの冒険 Tomu sōyā no bōken) (49 odcinków)
- 1980: Nodoka mori no dōbutsu daisakusen (jap. のどか森の動物大作戦) (1 odcinek)
- 1980–1982: Tsurikichi Sanpei (jap. 釣りキチ三平) (109 odcinków)
- 1981: Kazoku Robinson hyōryūki: Fushigi na shima no Flone (jap. 家族ロビンソン漂流記　ふしぎな島のフローネ Kazoku Robinson hyōryū-ki fushigina shima no furōne) (50 odcinków)
- 1981: Serce (jap. 愛の学校　クオレ物語 Ai no gakkō kuore monogatari) (26 odcinków)
- 1981: Fūsen no Dora Tarō (jap. フーセンのドラ太郎 Fūsen no dora Tarō) (13 odcinków)
- 1981–1982: Czworonożni muszkieterowie (jap. ワンワン三銃士 Wanwan sanjūshi) (26 odcinków)
- 1982: Lucy May (jap. 南の虹のルーシー Minami no niji no rūshī) (50 odcinków)
- 1982–1983: Pszczółka Maja 2 (jap. 新みつばちマーヤの冒険 Shin mitsuba chi māya no bōken) (52 odcinków)
- 1983: Anette (jap. アルプス物語　わたしのアンネット Arupusu monogatari watashi no an'netto) (48 odcinków)
- 1983–1985: Ordy (jap. ミームいろいろ夢の旅 Mīmu iroiro yume no tabi) (127 odcinków)
- 1983–1984: Alicja w Krainie Czarów (jap. ふしぎの国のアリス Fushigi no kuni no arisu) (26 odcinków)
- 1983: Manga Aesop monogatari (jap. まんがイソップ物語 Manga Isoppu monogatari) (52 odcinków)
- 1984: Makiba no shōjo Katri (jap. 牧場の少女カトリ Makiba no shōjo katori) (49 odcinków)
- 1984: Mały rycerz El Cid (jap. リトル・エル・シドの冒険 Ritoru Eru Shido no bōken) (26 odcinków)
- 1984: Mirai shōnen konan: kyodaiki giganto no fukkatsu (jap. 未来少年コナン　巨大機ギガントの復活 Miraishōnenkonan kyodai-ki giganto no fukkatsu) (Film kinowy)
- 1984: Locke Superczłowiek (jap. 超人ロック Chōjin rokku) (Film kinowy)
- 1984: Fushigi na Koala Blinky (jap. ふしぎなコアラ・ブリンキー Fushigi na koara burinkī) (26 odcinków)
- 1985: Mała księżniczka (jap. 小公女セーラ Shōkōjo sēra) (46 odcinków)
- 1985–1986: Bun Bu (jap. ヘーい！ ブンブー Hēi! Bunbū) (130 odcinków)
- 1986: Pollyanna (jap. 愛少女ポリアンナ物語 Ai shōjo porian'na monogatari) (51 odcinków)
- 1986–1987: Uchūsen Sagittarius (jap. 宇宙船サジタリウス Uchūsen sajitariusu) (77 odcinków)
- 1986: Seishun anime zenshū (jap. 青春アニメ全集) (32 odcinków)
- 1986: Sangoshō densetsu aoi umi no Elfie (jap. サンゴ礁伝説　青い海のエルフィ Sangoshō densetsu aoi umi no erufi) (1 odcinek)
- 1986–1987: Bosco (jap. ボスコアドベンチャー Bosuko adobenchā) (26 odcinków)
- 1987: Ai no wakakusa monogatari (jap. 愛の若草物語 Ai no wakakusa monogatari) (48 odcinków)
- 1987–1988: Dookoła świata z Willym Foggiem (jap. アニメ80日間世界一周 Anime 80-kakan sekai isshū) (26 odcinków)
- 1987: Hitomi no naka no shōnen: Jūgo shōnen hyōryūki (jap. 瞳のなかの少年　十五少年漂流記 Hitomi no naka no shōnen jūgo shōnen hyōryūki) (1 odcinek)
- 1987–1988: Baśnie braci Grimm (jap. グリム名作劇場 Gurimu meisaku gekijō) (24 odcinki)
- 1988: Mały lord (jap. 小公子セディ Shōkōshi sedi) (43 odcinki)
- 1988: Dagon (jap. いきなりダゴン Ikinari dagon) (12 odcinków)
- 1988: Topo Gigio (jap. トッポ・ジージョ Toppo jījo) (21 odcinków)
- 1988–1989: Nowe Baśnie Braci Grimm (jap. 新グリム名作劇場 Shin gurimu meisaku gekijō) (23 odcinków)
- 1988: Yumemiru Topo Gigio (jap. 夢見るトッポ・ジージョ Yumemiru toppo jījo) (13 odcinków)
- 1989: Piotruś Pan (jap. ピーターパンの冒険 Pītāpan no bōken) (41 odcinków)
- 1989–1990: Księga dżungli (jap. ジャングルブック・少年モーグリ Janguru bukku shōnen mōguri) (52 odcinków)
- 1989: Locke Superczłowiek: Road Leon (jap. 超人ロック　ロードレオン Chōjin rokku rōdoreon) (OVA) (3 odcinki)

### Produkcje w latach 1990–1999
Poniższa lista została opracowana na podstawie źródła. 
- 1990–1992: Chibi Maruko-chan (jap. ちびまる子ちゃん) (1. seria) (142 odcinki)
- 1990: Tajemniczy opiekun (jap. 私のあしながおじさん Watashi no ashinaga ojisan) (40 odcinków)
- 1990–1991: Pygmalio (jap. ピグマリオ Pigumario) (39 odcinków)
- 1990: Chibi Maruko-chan (jap. ちびまる子ちゃん) (Film kinowy)
- 1991: Rodzina Trappów (jap. トラップ一家物語 Torappu ikka monogatari) (40 odcinków)
- 1991: Jungle Wars (jap. ジャングルウォーズ Janguru uōzu) (OVA) (2 odcinki)
- 1991: Locke Superczłowiek (jap. 超人ロック／新世界戦隊 Chōjin rokku/ shinsekai sentai) (OVA) (2 odcinki)
- 1991–1992: Moero! Top striker (jap. 燃えろ！トップストライカー Moero! Toppusutoraikā) (49 odcinków)
- 1992: Ōkusabara no chīsana tenshi: Bush Baby (jap. 大草原の小さな天使　ブッシュベイビー Ōkusabara no chīsana tenshi busshubeibī) (40 odcinków)
- 1992: Krzysztof Kolumb - odkrycie Ameryki (jap. 冒険者 Bōkensha) (26 odcinków)
- 1992: Totoi (jap. トトイ) (1 odcinek)
- 1992–1993: Mikan – pomarańczowy kot (jap. みかん絵日記 Mikan enikki) (31 odcinków)
- 1992–1993: Nangoku shōnen Papuwa-kun (jap. 南国少年パプワくん) (42 odcinków)
- 1992–1993: Kaze no naka no shōjo: Kinpatsu no Jeanie (jap. 風の中の少女　金髪のジェニー Kaze no naka no shōjo: Kinpatsu no jenī) (52 odcinków)
- 1993: Wakakusa monogatari: Nan to Jō-sensei (jap. 若草物語　ナンとジョー先生) (40 odcinków)
- 1993–1994: Muka Muka Paradise (jap. ムカムカパラダイス Mukamukaparadaisu) (51 odcinków)
- 1993–1994: Heisei inu monogatari Bow (jap. 平成イヌ物語バウ) (40 odcinków)
- 1994: Nangoku shōnen Papuwa-kun: Hoshifuru yoru ni aimashō (jap. 南国少年パプワくん　星降る夜に会いましょう) (OVA) (1 odcinek)
- 1994: Nanatsu no umi no tiko (jap. 七つの海のティコ) (39 odcinków)
- 1994: Kuni-chan no ikka Lang Lang (jap. 邦ちゃんの一家ランラン Kuni-chan no ikka ranran) (Film kinowy)
- 1994: Yamato Takeru (jap. ヤマトタケル) (37 odcinków)
- 1994: Heisei inu monogatari Bow (jap. 平成イヌ物語バウ Heisei inu monogatari bau) (Film kinowy)
- 1994–1995: Superświnka (jap. 愛と勇気のピッグガール　とんでぶーりん Ai to yūki no piggugāru Tonde Burin) (51 odcinków)
- 1994–1995: Mahōjin guruguru (jap. 魔法陣グルグル) (45 odcinków)
- 1995: Chibi Maruko-chan (jap. ちびまる子ちゃん) (2. seria)
- 1995: Romeo no aoi sora (jap. ロミオの青い空 Romionoaoisora) (33 odcinków)
- 1995–1996: Mama wa Poyopoyo Zaurus ga osuki (jap. ママはぽよぽよザウルスがお好き Mama wa poyopoyo zaurusu ga osuki) (52 odcinków)
- 1995: Yamato Takeru After War (jap. ヤマトタケル　After War) (OVA) (2 odcinki)
- 1996: Meiken Lassie (jap. 名犬ラッシー Meiken rasshī) (26 odcinków)
- 1996: Hameln no Violin hiki (jap. ハーメルンのバイオリン弾き Hāmerun no baiorin hiki) (Film kinowy)
- 1996: Mahōjin guruguru (jap. 魔法陣グルグル) (Film kinowy)
- 1996: Dragon Quest retsuden: roto no monshō (jap. ドラゴンクエスト列伝　ロトの紋章 Doragon kuesuto retsuden rotonomonshō)　(Film kinowy)
- 1996–1997: Ie naki ko Remi (jap. 家なき子レミ) (26 odcinków)
- 1997: The dog of Flanders (Film kinowy)
- 1997: Super Fishing: Grander Musashi (jap. スーパーフィッシング　グランダー武蔵 Sūpāfisshingu gurandā Musashi) (25 odcinków)
- 1997–1998: Chūkaichiban! (jap. 中華一番！ Chūkaichiban!) (52 odcinków)
- 1997–1999: Sakura Momoko gekijō: Kojikoji (jap. さくらももこ劇場　コジコジ Sakura Momoko gekijō kojikoji) (101 odcinków)
- 1998: Grander Musashi RV (jap. グランダー武蔵ＲＶ Gurandā Musashi RV) (39 odcinków)
- 1998–1999: Hanasaka tenshi: Tenten-kun (jap. 花さか天使　テンテンくん) (43 odcinków)
- 1999: Marco (Film kinowy)
- 1999–2001: Shūkan Storyland (jap. 週刊ストーリーランド Shūkan sutōrīrando) (40 odcinków)
- 1999–2000: Taiga Adventure (jap. タイガアドベンチャー Taigaadobenchā) (24 odcinków)
- 1999–2001: Hunter × Hunter (62 odcinków)

### Produkcje w latach 2000–2009
Poniższa lista została opracowana na podstawie źródła.
- 2000: Dokidoki densetsu: Mahōjin guruguru (jap. ドキドキ伝説　魔法陣グルグル Dokidoki densetsu mahōjinguruguru) (38 odcinków)
- 2000: Marcelino, chleb i wino (jap. マルセリーノ Maruserīno) (26 odcinków)
- 2001–2002: Shinchōkyōryo Condor Hero (jap. 神鵰侠呂コンドルヒーロー Shinchōkyōryo kondoruhīrō) (26 odcinków)
- 2002–2003: Hungry Heart: Wild Striker (jap. ハングリーハート　WILD STRIKER Hangurīhāto　WILD STRIKER) (52 odcinków)
- 2002: Hunter × Hunter (OVA) (4 odcinków)
- 2003: Hunter × Hunter G・I (OVA) (4 odcinków)
- 2003–2004: Papuwa (26 odcinków)
- 2004: Hunter × Hunter G・I Final (OVA) (7 odcinków)
- 2004: Sore ike! Zukkoke san'nin gumi (jap. それいけ！ズッコケ三人組 Sore ike! Zukkokesan'ningumi) (26 odcinków)
- 2004–2005: Fantastic Children (jap. ファンタジックチルドレン Fantajikkuchirudoren) (26 odcinków)
- 2006–2007: Pokapoka mori no Rascal (jap. ぽかぽか森のラスカル Pokapoka mori no rasukaru) (52 odcinków)
- 2006–2007: Yamato nadeshiko Shichi Henge♥ (jap. ヤマトナデシコ七変化♥) (25 odcinków)
- 2006: Ukkari Pénélope (jap. うっかりペネロペ Ukkari penerope) (1. seria) (28 odcinków)
- 2007: Les Misérables: Shōjo Cosette (jap. レ・ミゼラブル　少女コゼット Re mizeraburu shōjokozetto) (52 odcinków)
- 2007: Miyori no mori (jap. ミヨリの森) (1 odcinek)
- 2008: Porphy no nagai tabi (jap. ポルフィの長い旅 Porufi no nagai tabi) (52 odcinków)
- 2008: Seiyō kottō yōgashi-ten ~Antique~ (jap. 西洋骨董洋菓子店～アンティーク～ Seiyō kottō yōgashi-ten ~ antīku ~) (12 odcinków)
- 2008: Hyakko (jap. ヒャッコ) (13 odcinków)
- 2009: Kon'nichiwa Anne: Before Green Gables (jap. こんにちは アン　～Before Green Gables) (39 odcinków)
- 2009: Ukkari Pénélope (jap. うっかりペネロペ Ukkari penerope) (2. seria) (26 odcinków)

### Produkcje w latach 2010–2019
Poniższa lista została opracowana na podstawie źródła.
- 2010–2011: Karuru to fushigina tō (jap. カルルとふしぎな塔 Karuru to fushigina tō) (26 odcinków)
- 2010–2011: Rita to Nantoka (jap. リタとナントカ) (26 odcinków)
- 2013: Ukkari Pénélope (jap. うっかりペネロペ Ukkari penerope) (3. seria) (13 odcinków)
- 2013: Chō Zenmai Robo Patrasche (jap. 超ゼンマイロボ パトラッシュ Chō zenmairobo patorasshu) (13 odcinków)
- 2014: Meitantei Rascal (jap. めいたんていラスカル Meitantei rasukaru) (13 odcinków)
- 2015: Sindbad: Sora tobu hime to himitsu no shima (jap. シンドバッド　空とぶ姫と秘密の島 Shindobaddo sora tobu hime to himitsu no shima) (Film kinowy)
- 2015: Eiga Chibi Maruko-chan: Italia kara kita shōnen (jap. 映画ちびまる子ちゃん イタリアから来た少年 Eiga chibimarukochan Itaria kara kita shōnen) (Film kinowy)
- 2016: Sindbad: Mahiru no yoru to fushigi no mon (jap. シンドバッド 真昼の夜とふしぎの門 Shindobaddo mahiru no yoru to fushigi no mon) (1 odcinek)
- 2016: Chōhen eiga Sindbad (jap. 長編映画シンドバッド Chōhen eiga shindobaddo) (Film kinowy)
- 2017: Genbanojō (jap. げんばのじょう-玄蕃之丞- Genbanojō -genbanojō-) (1 odcinek)
- 2017: Ukkari Pénélope (jap. うっかりペネロペ Ukkari penerope) (4. seria) (13 odcinków)
- 2017: Gekijōban Haikara-san ga tōru: Zenpen -Benio, Hana no 17-sai- (jap. 劇場版はいからさんが通る 前編-紅緒、花の１７歳- Gekijōban haikarasangatōru zenpen -Benio, Hana no 17-sai-) (część pierwsza)
- 2019: Chakku shime zō (jap. チャックしめぞう) (1 odcinek)

### Produkcje w latach 2020–obecnie
Poniższa lista została opracowana na podstawie źródła.
- 2021: Okashi na sabaku no suna to manu (jap. おかしなさばくのスナとマヌ) (50 odcinków)
- 2021: Yakunara magukappu mo (jap. やくならマグカップも) (12 odcinków)
- 2021: Yakunara magukappu mo niban kama (jap. やくならマグカップも 二番窯) (12 odcinków)
- 2022: Love All Play (jap. ラブオールプレー Rabuōrupurē) (24 odcinków)
- 2022: Ikkinzu (jap. いっきんず) (11 odcinków) (pierwsza seria)
- 2023: Ao no Orchestra (jap. 青のオーケストラ Ao no ōkesutora) (? odcinków)
- 2023: Omutsu no go rō (jap. オムツのごろう) (12 odcinków) (pierwsza seria)